# Повітряний командний пункт

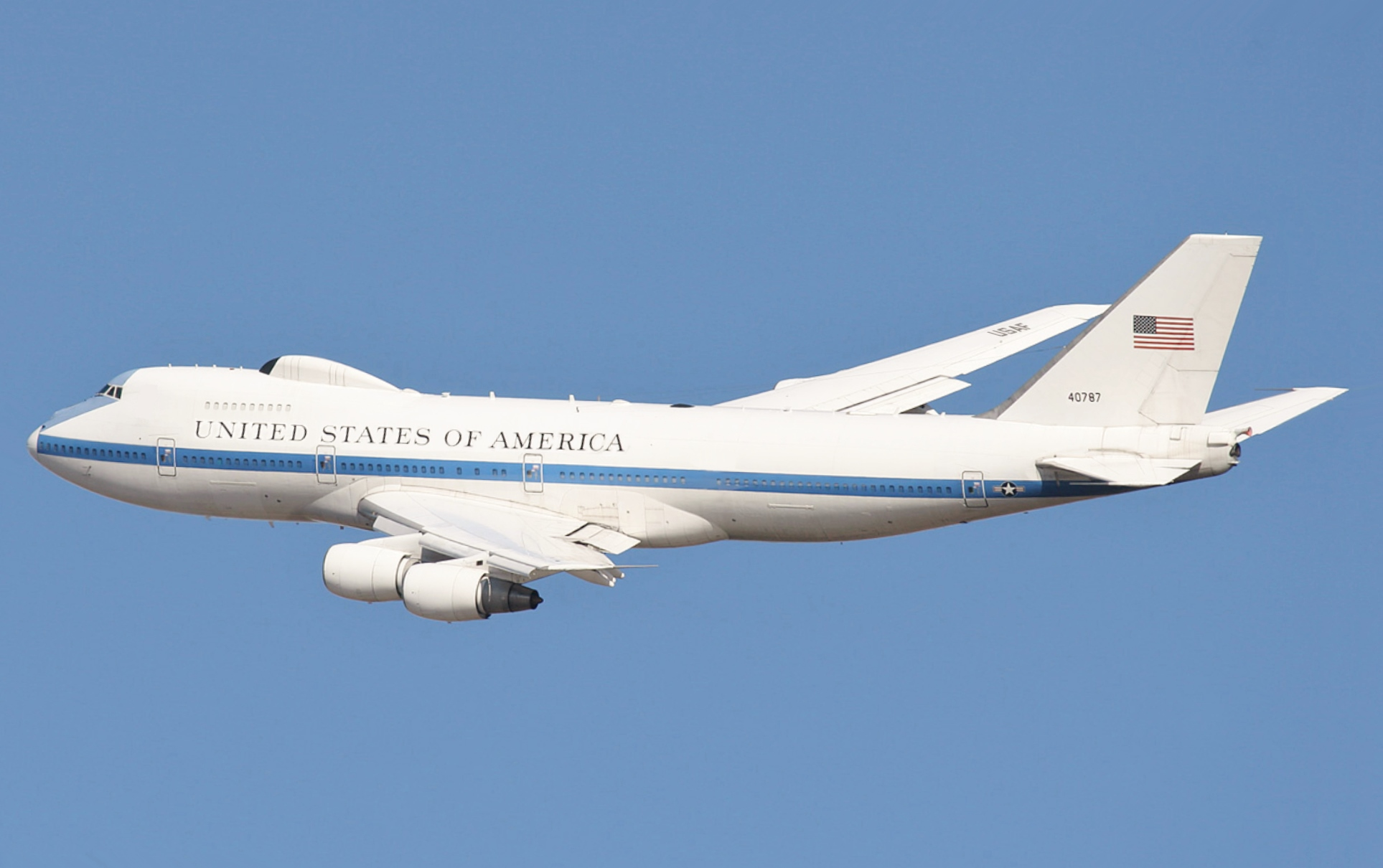
Американський повітряний командний пункт E-4 NAOC, військово-політичного керівництва США

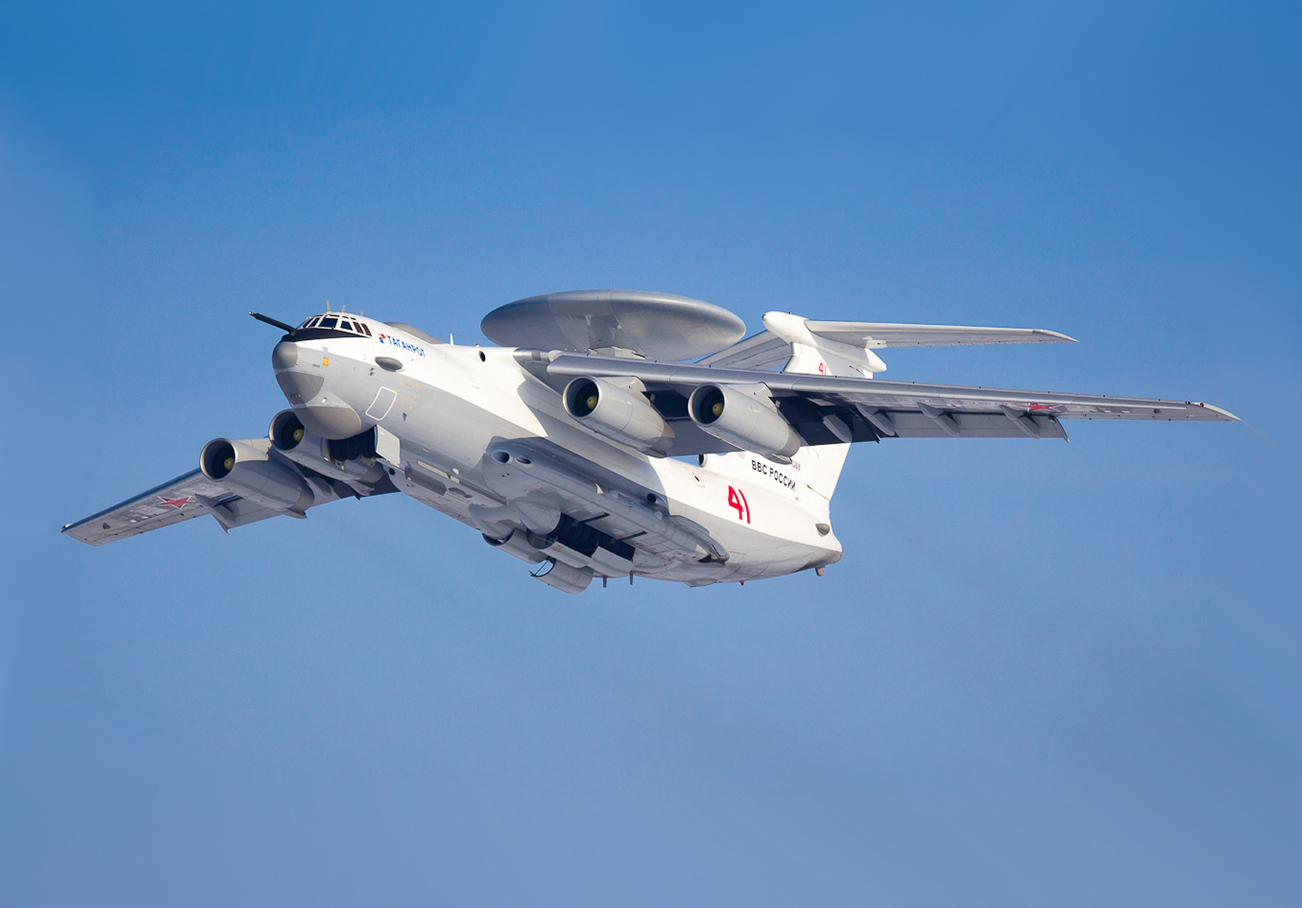
Російський літак далекого радіолокаційного виявлення та управління А-50. 10 березня 2017

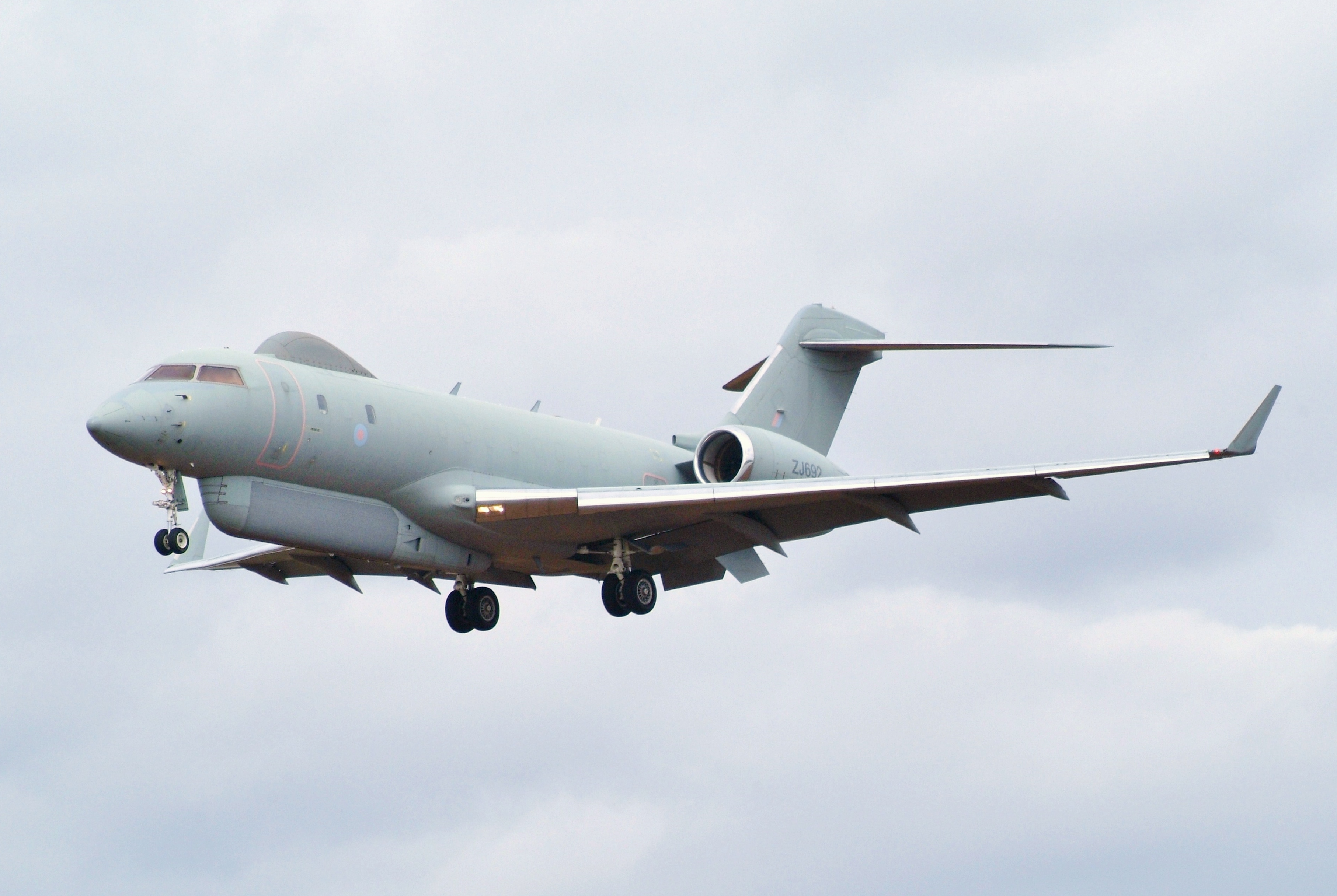
Британський літак Raytheon Sentinel управління військами та контролю наземної й повітряної обстановки

Повітряний командний пункт — різновид військового літака (вертольоту), літальний апарат, елемент командного пункту тактичного, оперативного та іноді стратегічного рівня керівництва, з якого здійснюється управління військами (силами) в ході підготовки та ведення бойових (спеціальних) дій, контроль наземної, повітряної та морської обстановки, організації та підтримання взаємодії й зв'язку, а також виконання інших функцій бойового управління.

## Відомі літаки (вертольоти) ПКП
- Raytheon Sentinel
- Іл-80
- Іл-22
- / А-50
- Мі-9/Мі-19/Мі-19Р
- Мі-27
- E-3 Sentry
- E-4 NAOC
- E-6 Mercury
- E-8 Joint STARS
- Lockheed EC-130H Compass Call
- Boeing E-767
- Мі-8МСБ-В